# Структура Військово-морських сил України

Емблема Військово-морських сил України

Військово-морські сили України підпорядковуються командуванню військово-морських сил. Морський простір України, який включає внутрішні води та територіальне море України поділяється на дві військово-морські зони: військово-морська зона «Чорноморська», що включає води територіального моря і внутрішні води України у Чорному морі; військово-морська зона «Азовська», що включає внутрішні води України в Азовському морі та Керченській протоці. Також військові частини поділяються за родами сил та військ.

## Структура

### Командування Військово-морських сил України А0456, м.Одеса

#### Західна військово-морська базаА2238, м. Одеса
- 1-й дивізіон кораблів охорони рейду (м.Одеса, в/ч А2951)
  - P241 "Гола Пристань" (протидиверсійний катер пр. Р1415);
  - A721 "Володимир-Волинський" (рейдовий водолазний катер пр. РВ1415);
  - A853 "Коростень" (катер зв'язку пр. 1387);
  - A855 "Південний" (катер зв'язку, навчальний катер пр. 722У);
  - A724 "РВК-268" (рейдовий водолазний катер пр. РВ376);[2]
  - A932 "РК-1942" (рейдовий катер пр.371У, 1984)[3]
  - A941 "БУК-239" (буксирний катер, пр. Т-63ОЖ)[4]
- 24-й окремий дивізіон річкових катерів, в/ч А1368 (м. Одеса)[5]
  - P170 "Скадовськ" (артилерійський катер пр. 1400м);
  - P172 "Рівне" (раніше "АК-01") (артилерійський катер пр. Р376У, в/ч А-0937);
  - P173 "АК-02" (артилерійський катер пр. Р376У);
  - Р175 Бердянськ (МБАК проєкту 58155);
  - Р176 Нікополь (МБАК проєкту 58155);
  - Р180 Костопіль (МБАК проєкту 58155);
- 28-й дивізіон допоміжних суден (м. Одеса, в/ч А3053)
  - А706 "Ізяслав" (рятувальний морський буксир пр. 733С);
  - A732 "Ромни" (рейдовий водолазний катер пр. РВ1415);
  - A733 "Токмак" (рейдовий водолазний катер пр. РВ1415);
  - A782 "Сокаль" (санітарний катер пр. СК620);
  - A852 "Шостка" (кілекторне судно пр. 419);
- 30-й дивізіон надводних кораблів (м.Одеса, в/ч А0937)
  - F130 "Гетьман Сагайдачний" (флагман, "фрегат", ПСКР пр. 11351, в/ч А0248);
  - P153 "Прилуки" (ракетний катер пр. 206МР, в/ч А0937 / Б);
  - A701 "Почаїв" (морське водолазне судно пр. 535М, в/ч А0937 / В);
  - A811 "Балта" (судно розмагнічування пр. 130, в/ч А0937 / А);

- 47-й дивізіон допоміжних суден
  - A540 "Чигирин" (навчальний катер пр. УК-3);
  - A541 "Сміла" (навчальний катер пр. УК-3);
  - A542 "Нова Каховка" (навчальний катер пр. УК-3);
  - A756 "Судак" (малий морський водоналивний танкер пр. 561);
  - A783 "Чорноморськ" (пасажирський катер пр. 1430);
  - A947 "Яни Капу" (рейдовий буксир пр. 498);

- 22-а окрема радіотехнічна рота (м.Одеса, в/ч А2408).

#### Південна військово-морська базаА3130, м. Миколаїв
- 29-й дивізіон надводних кораблів (м. Очаків Миколаївська обл., в/ч А0898)
  - M360 "Генічеськ" (рейдовий тральщик пр. 1258);
  - L401 "Юрій Олефіренко" (середній десантний корабель пр. 773, в/ч А0199);
  - L434 "Сватове" (десантний катер,десантний катер пр. 1176);
  - A512 "Переяслав" (малий розвідувальний корабель пр. 1824Б, в/ч А4281);
  - P171 "АК-03" (артилерійський катер, рейдовий катер пр. Р376);
- 31-й дивізіон суден забезпечення (м. Очаків Миколаївська обл., в/ч А1228):
  - A700 "Нетішин" (морське водолазне судно пр. 535);
  - A753 "Горлівка" (морський суховантажний транспорт пр. 1849);
  - A831 "Ковель" (морський буксир пр. 733);
  - A854 "Добропілля" (рейдовий водолазний катер, навчальний катер пр. 722У);
  - A942 "Новоозерне" (буксирний катер пр. Т63-ОЖ, раніше 8-й дивізіон);

#### Військово-морська база «Схід», м. Бердянськ
- 9 дивізіон надводних кораблів
  - Р174 «Аккерман» (МБАК проєкту 58155);
  - Р177 «Кременчук» (МБАК проєкту 58155);
  - Р178 «Лубни» (МБАК проєкту 58155);
  - Р179 «Вишгород» (МБАК проєкту 58155);
  - А500 "Донбас" ( "пошуково-рятувальне судно", плавуча майстерня пр. 304, в/ч А-4543);
  - A830 "Корець" (морський буксир пр. 745);
- 21-а окрема радіотехнічна рота

### Інші частини
- Кадровий центр[6]
- Центр морських операцій (м. Очаків)[7][8]
- Центр навігації, гідрографії та гідрометеорології (засновано 10.07.2004)[9]
  - A659 МГК-1887 (малий гідрографічний катер, пр. 16830)
- В березні 2022 року була створена за ініціативи та підтримки командування Сухопутних військ річкова флотилія на Дніпрі. Перший дивізіон сформований на півночі України та підпорядкований Силам оборони Києва[10].
- У серпні 2023 року було сформовано 385-ту окрему бригаду морських безпілотних комплексів спеціального призначення у складі Військово-морських сил ЗСУ. Ця бригада стала першим у світі підрозділом такого типу. Структура та підпорядкування невідомі[11][12].
- 360-та окрема берегова ракетна бригада[13].

## Списані, втрачені кораблі та судна
Втрачені, списані, поза складом флоту з інших причин
- захоплені в Криму (утримані РФ до кінця війни):
  - U01 "Запоріжжя" (дизель-електричний підводний човен пр. 641, раніше в/ч А-4430);
  - U155 "Придніпров'я" (ракетний корвет, великий ракетний катер пр. 12411Т, раніше в/ч А-1750);
  - U205 "Луцьк" (протичовновий корвет, МПК пр. 1124М, раніше в/ч А-0793);
  - U208 "Хмельницький" (протичовновий корвет, МПК пр. 12412, раніше в/ч А-4274);
  - U209 "Тернопіль" (протичовновий корвет, МПК пр. 1124М, раніше в/ч А-3304);
  - U240 "Феодосія" (протидиверсійний катер пр. ПВ1415, раніше в/ч А-2865 / Б);
  - U310 "Чернігів" (морський тральщик пр. 266М, раніше в/ч А-4442);
  - U311 "Черкаси" (морський тральщик пр. 266М, раніше в/ч А-4434);
  - U402 "Костянтин Ольшанський" (великий десантний корабель пр. 775, раніше в/ч А-4289);
  - U510 "Славутич" (корабель управління, великий розвідувальний корабель пр. 12884, раніше в/ч А-0247);
  - U635 "Сквира" (великий гідрографічний катер пр. 1896);
  - U662 "МГК-1889" (малий гідрографічний катер пр. 16830);
  - U705 "Кременець" (рятувальне буксирне судно пр. 714);
  - U802 "Каланчак" (плавучий кран пр. 771);
  - U891 "Херсон" (катер-торпедолов пр. 1388);
  - U951 "Велика Олександрівка" (навчальне судно пр. 254);
  - U953 "Дубно" (рейдовий буксир пр. 737М);
  - U954 "МКС-482" (судно-нафтосміттєзбирач пр. 14630);
- списані до 2014.03 (залишилися в Криму):
  - U154 "Каховка" (ракетний катер пр. 206МР);
  - U207 "Ужгород" ("протичовновий корвет", МПК пр. 12412);
  - U330 "Мелітополь" (базовий тральщик пр. 1265);
  - U331 "Маріуполь" (базовий тральщик пр. 1265);
  - U543 "Сімферополь" ("навчальний корабель", середній розвідувальний корабель пр. 861М);
  - U754 "Джанкой" (морський транспорт озброєння пр. 1823);
  - U759 "Бахмач" (морський водоналивний танкер пр. 1844);
- списані після 2014 року:
  - U206 "Вінниця" ( "навчальний корвет", раніше "протичовновий корвет", ПСКР пр. 1124П, в/ч А-3002, списаний 29.01.2021);
  - U812 "Сєвєродонецьк" (судно контролю фізичних полів пр. 18061, списаний 16.09.2019);
  - U860 "Кам'янка" (морська самохідна суховантажна баржа пр. 431ПУ, розрізаний на брухт 28.07.2019);
  - U955 "Золотоноша" (плавучий склад пр. 814М, затоплений в ході випробувань 01.11.2019).
  - U760 "Фастів" (морської водоналивной танкер пр. 1844Д, списаний 16.09.2019)[14];
  - U722 "Борщів" (протипожежний катер пр. 364, списаний 16.09.2019)[14];
  - U728 "Євпаторія" (протипожежний катер пр. 364, списаний 16.09.2019)[14];
  - "РК-1942" (рейдовий катер проекту 371У, зав.№ 902, 1984 року побудови, списаний 16.09.2019)[14].

## Військові частини за родами військ

### Надводні сили
- 30-й дивізіон надводних кораблів А0937, ЗВМБ
- 29-й дивізіон надводних кораблів А0898, ПВМБ
- 1-й дивізіон кораблів охорони рейду А2951, ЗВМБ
- 31-й дивізіон суден забезпечення А1228, ПВМБ
- 28-й дивізіон допоміжних суден А3053, ЗВМБ
- 24-ий окремий дивізіон річкових катерів А1368, ЗВМБ

### Морська авіація
- 10-та окрема морська авіаційна бригада в/ч А1688 , м. Миколаїв, аеродром Кульбакіно (2 Бе-12ПС, 2 Ан-26, 3 Ан-2 ; 4 Мі-14ПР/ПЧ, 4 Ка-27ПР/ПЧ, 1 Ка-29ТБ, 4 Мі-8МСБ-В, 1 Мі-2МСБ-В, 3 Bayraktar TB2) станом на листопад 2021 року.

### Війська берегової оборони

#### Морська піхота
|  | Командування морської піхоти | А2022                                                 | м. Миколаїв |
|  | 35-та окрема бригада морської піхоти - 18-й окремий батальйон морської піхоти - 88-й окремий десантно-штурмовий батальйон - 137-й окремий батальйон морської піхоти                                                                                                   | А0216 - А4210 - А2613 - А3821                         | Одеська область, с. Дачне-2 - Одеська область, с-ще Сарата - Одеська область, м. Болград - Одеська область, с. Дачне-2                                    |
|  | 36-та окрема бригада морської піхоти імені контр-адмірала Михайла Білинського - 1-й окремий батальйон морської піхоти - 501-й окремий батальйон морської піхоти - 503-й окремий батальйон морської піхоти                                                             | А2802 (А2320) - А2777 (А2272) - А1965 (А0669) - А1275 | м. Миколаїв - м. Миколаїв - Запорізька область, м. Бердянськ - Донецька область, м. Маріуполь                                                             |
|  | 406-та окрема артилерійська бригада імені генерал-хорунжого Олексія Алмазова - 66-й окремий гарматний артилерійський дивізіон - Окремий гарматний артилерійський дивізіон - 65-й окремий береговий ракетний дивізіон - 64-й окремий гарматний артилерійський дивізіон | А2062 (А1743) - А2611 - А1804 - А3687 - А4217         | м. Миколаїв - Запорізька область, м. Бердянськ - Миколаївська область, м. Очаків - Одеська область, с. Дачне - Одеська область, м. Білгород-Дністровський |
|  | 32-й реактивний артилерійський полк | А1325                                                 | Одеська область, с. Алтестове |
|  | 140-й окремий розвідувальний батальйон | А0878                                                 | Херсонська область, м. Скадовськ |
|  | 7-й окремий зенітний ракетний дивізіон | А0350                                                 | Миколаївська область, м. Очаків |
|  | 241-й загальновійськовий полігон «Олешківські піски» Командування морської піхоти | А2407                                                 | Херсонська область, с. Раденськ |

### Спеціальні війська (забезпечення бойової діяльності)
- 21 окрема радіотехнічна рота (м.Миколаїв (?), в/ч А1980 (?), раніше 21-й район спостереження, Крим, смт Новоозерне, в/ч А4249).
- 22 окрема радіотехнічна рота А2408, м. Одеса , раніше 20-й район спостереження
- 29 морський розвідувальний пункт А1430 (А3343), м. Очаків Миколаївської області (Автономна республіка Крим, смт Новоозерне)
- 30 командно-розвідувальний центр (м.Одеса, раніше м. Севастополь, в/ч А3318);
- 80-та група консолідуючої пропаганди відділу спостережень і спеціальних дій (в/ч А4398, м. Севастополь).
- 801 окремий загін боротьби з підводними диверсійними силами та засобами А1420 (А0702), м. Одеса (м. Севастополь)
- Центр радіоелектронної розвідки
- Центр оперативного (бойового) забезпечення (А1032, смт Чорноморське
- 114 розрахунково-аналітична станція
- 133 центр криптографічного та технічного захисту інформації (в/ч А3346), м. Одеса (м. Севастополь)

### Війська зв'язку
- 37 окремий полк зв'язку А1942 (А4416), с. Радісне Біляївського району Одеської області (м. Севастополь)
- 68 об'єднаний інформаційно-телекомунікаційний вузол м. Одеса
- 71-й вузол фельд'єгерського - поштового зв'язку (в/ч А1921, м. Севастополь)
- 537-й вузол фельд'єгерського - поштового зв'язку (в/ч А1956, Автономна республіка Крим, м. Сімферополь)
- 79 інформаційно-телекомунікаційний вузол А4362, м. Одеса  (в/ч А4362, м. Севастополь + с. Фруктове)
- 104-й окремий передавальний радіоцентр (в/ч А4374, Автономна республіка Крим, Білогірський р-н, с. Зеленогірське)

### Автомобільні та дорожні війська
- 222 окремий автомобільний батальйон (А2904, Автономна республіка Крим, м. Бахчисарай)

### Частини забезпечення та навчальні заклади (частини)
- Командний центр ВМС ЗСУ (в/ч А1797, м. Севастополь)
- Запасний командний центр ВМС ЗСУ (в/ч А2248, м. Севастополь + с. Фруктове)
- 48-ма комендатура охорони та забезпечення (в/ч А0840, м. Севастополь)
- 56 комендатура охорони та обслуговування (м.Одеса, в/ч А3519, раніше 56-й окремий батальйон охорони та обслуговування м. Севастополь, в/ч А0235);
- 70-й центр оперативного (бойового) забезпечення (Одеська обл., смт. Чорноморське, в/ч А1032, раніше Крим, м. Бахчисарай, в/ч А3835);
- 30-те управління експлуатації спеціального об'єкта (ЗКЦ ОК «ВМС» ЗСУ) (в/ч А2929, м. Севастополь (Верхньосадове))
- 13-й фотограмметричний інформаційний Червонопрапорний центр в/ч А3674, Одеса (Автономна республіка Крим, м. Сімферополь)
- 84 арсенал мінно-торпедного озброєння А2637, м. Очаків Миколаївської області
- 178 база озброєння А4068, м. Інкерман[19][20]
- 531-ша база зберігання та ремонту засобів зв'язку ВМС, біля Одеси (в/ч А4480, м. Севастополь)
- 2222-й об'єднаний склад озброєння та майна ВМС (м. Одеса)
- Інститут військово-морських сил НУ «Одеська морська академія» м. Одеса
- Відділення військової підготовки Морехідного коледжу технічного флоту НУ ОМА м. Одеса
- 198-й навчальний центр ВМС А3163, м. Миколаїв
- 203-й центр підготовки сержантського складу[21]
- Військово-морський ліцей м. Одеса
- інші військові частини забезпечення

## До 2014
- Академія військово-морських сил імені П.С. Нахімова (в/ч -, м. Севастополь)
  - Навчально-тренувальний центр морських операцій ВМС (в/ч -, м Севастополь)
- 1-й дивізіон навчальних кораблів АВМС імені П.С. Нахімова (в/ч -, м. Севастополь).
  - № U540 «Чигирин» - навчальний катер пр. УК- 3 (1984).
  - № U541 «Сміла » - навчальний катер пр. УК- 3 (1985).
  - № U542 «Нова Каховка» - навчальний катер пр. УК- 3 (1986)
- Науково-дослідний центр ЗСУ «Державний океанаріум» (в/ч А1845, м. Севастополь)
  - № U701 «Почаїв» - морський водолазний бот пр. 535 (1975)
  - № U860 «Кам'янка» - морська самохідна Суховантажна баржа пр. 431ПУ (водолазне судно (1957))
- Центр навігації, гідрографії та гідрометеорологічного забезпечення (в/ч А3319, м. Севастополь)
  - № U635 «Сквира» - гідрографічний промірні бот пр. 1896 (1976)
  - № U659 «МГК- 1877» - малий гідрографічний катер пр. 16830 (1989)
  - № U662 « МГК-1889» - малий гідрографічний катер пр. 16830 (1989)
- 26-й морський радіотехнічний загін особливого призначення (в/ч А4368, м. Севастополь)
- 191-й навчальний центр ВМС ЗСУ (в/ч А4591, м. Севастополь)
- 51-й об'єднаний склад озброєння і майна (в/ч А2327, Автономна республіка Крим, м. Феодосія (Щебетівка))
- 46-й об'єднаний склад озброєння і майна (в/ч А1727, Автономна республіка Крим, м. Білогірськ)
- 257-й об'єднаний склад озброєння і майна (в/ч А4290, Автономна республіка Крим, смт Новоозерне ( Донузлав))
- 258-й об'єднаний склад артилерійського, мінно-торпедного та інженерного озброєння (в/ч А2157, Автономна республіка Крим, Сакський р-н, с. Наумівка)
- 114-й артилерійський склад боєприпасів (в/ч А2234, Автономна республіка Крим, Білогірський р-н, с. Міжгір'я)
- Окрема ракетна технічна частина (в/ч А2091, Автономна республіка Крим, смт Чорноморське)
- 6553-тя база вимірювальної техніки (в/ч А3360, Автономна республіка Крим, м. Євпаторія)
- 47-й об'єднаний центр забезпечення (в/ч А2760, Автономна республіка Крим, м. Сімферополь + м. Севастополь + Автономна республіка Крим, м. Джанкой)
- 128-й об'єднаний центр забезпечення (в/ч А4486, м. Севастополь)
- Н-ський автоматизований центр передачі та обробки інформації (в/ч А2398, Автономна республіка Крим, м. Сімферополь)
- Н-ський об'єднаний склад озброєння і майна (в/ч А4474, Автономна республіка Крим, Бахчисарайський р-н, с. Машино)
- Центр морських операцій (в/ч А0825, м. Севастополь)
- Севастопольська військово-морська база (в/ч А4408, м. Севастополь (б. Стрілецька))
  - № U01 «Запоріжжя» - дизель-електричний підводний човен пр. 641 (в/ч А4430 (1970)
- 1-ша бригада надводних кораблів (в/ч А2295, м. Севастополь (б. Куряча))
  - № U153 «Прилуки» - великий ракетний катер пр. 206МР ( корвет) (в/ч А2295 / Б (1980))
  - № U155 «Придніпров'я» - великий ракетний катер пр. 1241Т (Нікополь) ( корвет) (в/ч А1750 ( 1983))
  - № U500 «Донбас» - плавуча майстерня пр. 304 (резервний корабель управління) (в/ч А4543 ( 1970))
  - № U510 «Славутич» - великий розвідувальний корабель пр. 1288.4 (в/ч А0247 ( 1992))
- 18-й окремий дивізіон суден забезпечення (в/ч А4424, м. Севастополь (б. Стрілецька))
  - № U756 «Судак» - морський водоналивний транспорт пр. 561 (Сура) (1957).
  - № U760 «Фастів» - малий морський танкер пр. 1844 (1981).
  - № U802 «Каланчак» - плавучий кран пр. 771 (1962).
  - № U811 «Балта» - судно розмагнічування пр. 130 (1987).
  - № U812 «Сєвєродонецьк» - судно контролю фізичних полів пр. 18061 (1987).
  - № U830 «Корець» - морський буксир пр. 745 (1973).
  - № U947 «Красноперекопськ» - рейдовий буксир пр. 498 (1974).
  - № U954 «МУС - 482» - судно - сміттєзбирач пр. 14630 (1983).
  - № U001 «Адміральський» - рейдовий катер для парадів пр. 371У (1984).
  - № U783 «Іллічівськ» - морський катер пр. 1430 ( пасажирський катер ( 1976)).
  - № U853 «Коростень» - прикордонний катер спеціальної служби пр. 1387 Шулявка) (1965).
  - № U926 - рейдовий катер пр. Р376 (підпорядкування СБУ ( 1971))
- 28-й окремий дивізіон аварійно-рятувальної служби (в/ч А4414, м. Севастополь (б. Стрілецька))
  - № U705 «Кременець» - рятувальне буксирне судно пр. 714 (1983).
  - № U706 «Ізяслав» - рятувальний буксир пр. 733С (1962).
  - № U722 «Борщів» - пожежний дезактиваційних катер пр. 364 (1954).
  - № U732 «Ромни» - рейдовий водолазний катер пр. РВ1415 (1984).
  - № U733 «Токмак» - рейдовий водолазний катер пр. РВ1415 (1983).
  - № U782 «Сокаль» - пасажирський катер пр. СК620 ( санітарний катер ( 1983)).
  - № U852 «Шостка» - кілекторне судно пр. 141 (1989).
  - № U855 «Золотоноша» - плавучий склад пр. 814М (1986).
  - № U953 «Дубно» - рейдовий буксир пр. 737М (1974)
- Південна військово-морська база (в/ч А2506, Автономна республіка Крим, смт Новоозерне (Донузлав))
- 46-та окрема радіотехнічна рота (в/ч А4014, Автономна республіка Крим, м. Ялта (Ай-Петрі))
- 5-та бригада надводних кораблів (в/ч А2865, Автономна республіка Крим, смт Новоозерне (Донузлав))
  - № U205 «Луцьк» - малий протичовновий корабель пр. 1124М (корвет) (в/ч А0793 (1994)).
  - № U206 «Вінниця» - прикордонний сторожовий корабель пр. 1124П (корвет) (в/ч А3002 ( 1976)).
  - № U208 «Хмельницький» - малий протичовновий корабель пр. 12412 (корвет) (в/ч А4274 ( 1985)).
  - № U209 «Тернопіль» - малий протичовновий корабель пр. 1124М (корвет) (в/ч А3304 (2005)).
  - № U310 «Чернігів» - морський тральщик пр. 266М (Жовті Води) (в/ч А4442 ( 1977)).
  - № U311 «Черкаси» - морський тральщик пр. 266М (в/ч А4434 ( 1974)).
  - № U401 «Кіровоград» - середній десантний корабель пр. 773 (в/ч А0199 (1971)).
  - № U402 «Костянтин Ольшанський» - великий десантний корабель пр. 775 (в/ч А4289 (1985)).
  - № U891 «Херсон» - катер-торпедолов пр. 1388 (в/ч А2865 / А ( 1987)).
  - № U240 «Феодосія» - протидиверсійний катер пр. ПВ1415 (в/ч А2865 / Б ( 1982))
- 8-й окремий дивізіон суден забезпечення (в/ч А4288, Автономна республіка Крим, смт Новоозерне (Донузлав))
  - № U728 «Євпаторія» - протипожежний катер пр. 364 (1953).
  - № U831 «Ковель» - морський буксир пр. 733 (1965).
  - № U925 - рейдовий катер пр. 371У (1984).
  - № U942 « Новоозерне» - буксирний катер пр. Т63ОЖ (1955).
  - № U951 «Велика Олександрівка» - навчально-тренувальне судно пр. 254 (1955)